# Vladimir Kesarev
Vladimir Petrovič Kesarev (in russo Владимир Петрович Кесарев?; Mosca, 26 febbraio 1930 – Mosca, 19 gennaio 2015) è stato un calciatore e allenatore di calcio sovietico, dal 1991 russo, campione europeo con la Nazionale sovietica nel 1960.

## Carriera

### Club
Giocò dal 1956 al 1965 nella Dinamo Mosca, vincendovi tre campionati sovietici, totalizzando 194 presenze e segnando una rete con il club della capitale.

### Nazionale
Con la nazionale di calcio dell'Unione Sovietica vinse il campionato d'Europa 1960, senza però giocare.

### Allenatore
Ha guidato per 13 anni il settore giovanile della Dinamo Mosca, allenando successivamente altre società minori sovietiche.

## Palmarès

### Club

#### Competizioni nazionali
- Campionato sovietico: 3

Dinamo Mosca: 1957, 1959, 1963

### Nazionale
- Campionato d'Europa: 1

1960